# Eparchia di Adigrat
L'eparchia di Adigrat (in latino Eparchia Adigratensis) è una sede della Chiesa cattolica etiope suffraganea dell'arcieparchia di Addis Abeba. Nel 2022 contava 24.950 battezzati su 5.761.420 abitanti. È retta dall'eparca Tesfasellassie Medhin.

## Territorio
L'eparchia comprende la regione dei Tigrè (che precedentemente era nota come la Regione 1) e la zona 2 (la più settentrionale) della regione degli Afar, nel nord dell'Etiopia.
Sede eparchiale è la città di Adigrat, dove si trova la cattedrale del Salvatore.
Il territorio si estende su 132.000 km² ed è suddiviso in 34 parrocchie.

## Storia
La prefettura apostolica del Tigrè, di rito latino, fu eretta 25 marzo 1937 con la bolla Quo in Aethiopiae di papa Pio XI, ricavandone il territorio dal vicariato apostolico di Abissinia, contestualmente soppresso.
La nuova circoscrizione ecclesiastica comprendeva i commissariati di Ádua, Macallè, Adigràt, Addì Abbì e Allomatà nel Governatorato dell'Eritrea.
Con la morte dell'ultimo prefetto, Salvatore Pane, nel 1951, e con l'espulsione dei missionari stranieri, iniziò per la prefettura apostolica un lungo periodo di sede vacante. Inoltre, con la fine dell'Africa Orientale Italiana, si ridusse di molto il numero dei fedeli di rito latino.
Il 20 febbraio 1961, con la bolla Quod venerabiles, papa Giovanni XXIII eresse l'eparchia di Adigrat, di rito etiope, sul medesimo territorio dell'antica prefettura apostolica, di fatto contestualmente soppressa.

## Cronotassi

### Prefetti del Tigrè
- Bartolomeo Maria Bechis, C.M. † (1937 - 1939 dimesso)
- Salvatore Pane, C.M. † (10 giugno 1939 - 1951 deceduto)
  - Sede vacante (1951-1961)

### Eparchi di Adigrat
- Hailé Mariam Cahsai † (9 aprile 1961 - 24 novembre 1970 deceduto)
- Sebhat-Leab Worku, S.D.B. † (12 giugno 1971 - 12 ottobre 1984 dimesso)
- Kidane-Mariam Teklehaimanot † (12 ottobre 1984 - 16 novembre 2001 dimesso)
- Tesfasellassie Medhin, dal 16 novembre 2001

## Statistiche
L'eparchia nel 2022 su una popolazione di 5.761.420 persone contava 24.950 battezzati, corrispondenti allo 0,4% del totale.
| anno | popolazione | popolazione | popolazione | presbiteri | presbiteri | presbiteri | presbiteri                | diaconi | religiosi | religiosi | parrocchie |
| anno | battezzati  | totale      | %           | numero     | secolari   | regolari   | battezzati per presbitero | diaconi | uomini    | donne     | parrocchie |
| ---- | ----------- | ----------- | ----------- | ---------- | ---------- | ---------- | ------------------------- | ------- | --------- | --------- | ---------- |
| 1950 | 4.000       | 1.800.000   | 0,2         | 16         | 16         |            | 250                       |         |           |           | 8          |
| 1970 | 9.848       | 3.200.000   | 0,3         | 36         | 33         | 3          | 273                       |         | 4         | 34        | 14         |
| 1980 | 10.500      | 2.140.000   | 0,5         | 51         | 45         | 6          | 205                       |         | 10        | 32        | 18         |
| 1990 | 15.145      | 3.620.000   | 0,4         | 70         | 61         | 9          | 216                       |         | 25        | 69        | 32         |
| 1999 | 16.625      | 4.516.625   | 0,4         | 85         | 73         | 12         | 195                       |         | 41        | 60        | 35         |
| 2000 | 17.016      | 4.517.016   | 0,4         | 81         | 68         | 13         | 210                       |         | 54        | 56        | 33         |
| 2001 | 17.120      | 4.017.000   | 0,4         | 87         | 74         | 13         | 196                       |         | 54        | 54        | 33         |
| 2002 | 17.427      | 3.500.000   | 0,5         | 85         | 74         | 11         | 205                       |         | 38        | 47        | 33         |
| 2003 | 18.014      | 3.694.650   | 0,5         | 87         | 75         | 12         | 207                       |         | 43        | 51        | 36         |
| 2004 | 19.326      | 3.695.962   | 0,5         | 86         | 72         | 14         | 224                       |         | 46        | 48        | 36         |
| 2006 | 19.994      | 4.146.000   | 0,5         | 81         | 66         | 15         | 246                       |         | 46        | 51        | 35         |
| 2007 | 20.050      | 4.262.000   | 0,5         | 81         | 68         | 13         | 247                       | 4       | 42        | 53        | 35         |
| 2009 | 22.687      | 4.601.000   | 0,5         | 93         | 77         | 16         | 243                       |         | 93        | 54        | 36         |
| 2012 | 22.900      | 4.854.000   | 0,5         | 86         | 75         | 11         | 266                       |         | 76        | 54        | 36         |
| 2015 | 22.711      | 5.237.000   | 0,4         | 82         | 74         | 8          | 276                       |         | 66        | 55        | 36         |
| 2018 | 24.951      | 4.914.480   | 0,5         | 92         | 74         | 18         | 271                       |         | 63        | 55        | 35         |
| 2020 | 27.698      | 5.132.000   | 0,5         | 91         | 70         | 21         | 304                       | 2       | 70        | 56        | 35         |
| 2022 | 24.950      | 5.761.420   | 0,4         | 99         | 73         | 26         | 252                       | 2       | 75        | 77        | 34         |